# Abax obsoletus
Abax obsoletus är en skalbaggsart som beskrevs av Thomas Say 1823. Abax obsoletus ingår i släktet Abax och familjen jordlöpare. Inga underarter finns listade i Catalogue of Life.